# T.38
T.38 Procedures for real-time Group 3 facsimile communication over IP networks oder Fax over IP (FoIP) ist eine Empfehlung der ITU-T für die Übertragung von Faxdokumenten über das Internet.

## Überblick

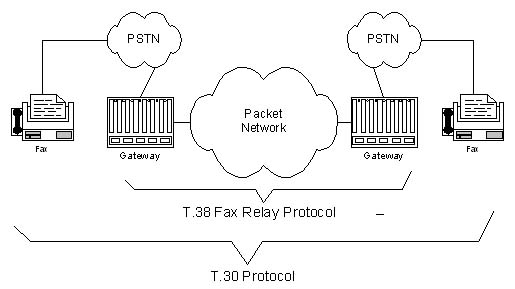
Das T.30-Protokoll (analoges Fax) in Verbindung mit dem digitalen Transportweg des T.38-Protokolls (kombiniert über Gateways)

Durch die Komprimierungsverfahren und Laufzeitschwankungen bei der IP-Telefonie ist es nicht störungsfrei möglich, Faxe nach den Übertragungsstandards G2 und G3 der ITU zu übermitteln. Mit T.38 werden die Informationen nicht mit Tönen wie im normalen Telefonnetz übertragen, sondern mit dem auf UDP bzw. TCP und IP aufsetzenden Netzwerkprotokoll Internet Facsimilé Protocol (IFP).
Anders als T.37, bei dem die Faxe mittels SMTP als E-Mail versendet werden, ist T.38 ein Echtzeitsystem, welches die Faxe ohne Verzögerung überträgt. Um ein mit T.38 versendetes Fax an ein übliches Faxgerät übertragen zu können, sind Gateways zwischen den beiden nicht kompatiblen Übertragungsarten notwendig. Viele Anbieter von IP-Telefonie betreiben inzwischen solche Gateways. Zum Betrieb eines gewöhnlichen Faxgeräts an einem T.38-fähigen VoIP-Anschluss muss der verwendete ATA (oder der Router mit integrierter Telefonfunktion bzw. das IAD) ebenfalls ein T.38-Gateway enthalten.

## Alternativen
Einige Anbieter von NGN-Anschlüssen verzichten auf die Implementierung von T.38, da sie neben den VoIP-Anschlüssen auch die Dienstgüte (vgl. Quality of Service#QoS in IP-Netzen) hinsichtlich Latenz und Paketverlusten im eigenen Netz hinreichend kontrollieren können. Dies ist v. a. hinsichtlich der Migration von ISDN auf IP-Anschlüsse (z. B. M-net und Telekom, vgl. Belege Liste unten) von Bedeutung.
Da die offiziellen Informationen zu den unterstützten Protokollen oft unzureichend sind, wird in Anbieterforen über die Protokollimplementierung spekuliert. Teilweise wird die Aktivierung von T.38 empfohlen (und augenscheinlich erfolgreich praktiziert), obwohl das Protokoll dennoch nicht vom Modem verwendet wird. M-Net weist darauf hin, dass es u. a. durch die „verschiedenen Versionierungen und unzureichend implementierter Rückfall-Funktionen bei Übertragungen mit T.38 permanent zu Übertragungsschwierigkeiten“ kommen könne, d. h. die Nutzer haben keine Kontrolle über den tatsächlich eingesetzten Übertragungsmodus. Einige Anbieter verweisen hierfür auf Firmware-Updates für bestimmte Modemmodelle. Die Telekom verweist zwar darauf, dass das T.38-Protokoll im eigenen Netz transparent durchgeleitet werde. Um jedoch T.38 auch bei Verbindungen in andere Netze ohne T.38-Unterstützung anbieten zu können (Interconnection) oder für Verbindungen von oder zu reinen Sprachanschlüssen, also analog, ISDN oder MSAN-POTS (Neue IP-basierte Sprachanschlüsse), wären Gateways erforderlich, die zwischen T.38 und anderen Protokollen bzw. analogen Signalen wandeln. Diese Wandlung wird nicht unterstützt und zwingt die Kommunikationspartner zum G.711-Rückfall. Bei anderen Anbietern fehlen solche Informationen, die Problematik dürfte aber häufig ganz ähnlich sein.
Oft wird versucht, Faxgeräte an einem nicht offiziell unterstützten VoIP-Anschluss zu betreiben. Dies kann funktionieren, ist aber keinesfalls sichergestellt. Am besten sind die Erfolgsaussichten mit unkomprimierten Audiocodecs (wie etwa G.711) und einer stabilen Internetverbindung mit gleichbleibend niedriger Latenz und geringen Paketverlusten. Übertragbar sind in diesen Fällen meist nicht mehr als fünf Seiten. Die Anbieter von IP-Telefonie weisen in diesen Fällen explizit auf den experimentellen Charakter hin und schließen Faxübertragung offiziell meist aus ihrer Leistungsbeschreibung aus. Einige Anbieter bieten T.38 optional (ggf. gegen Aufpreis) an.

## Unterstützung durch Telekommunikationsanbieter in Deutschland
| Anbieter                          | Unterstützung T.38    | Erläuterungen und (Eigen-)Belege |
| --------------------------------- | --------------------- | --- |
| 1&1                               | Ja                    | [ 4 ] |
| Colt Technology Services          | Ja                    | [ 5 ] |
| Congstar                          | unbekannt             | |
| Easybell                          | Ja                    | [ 6 ] |
| EWE Tel                           | Ja                    | [ 7 ] |
| Kabel & Medien Service (cablefon) | Nein                  | [ 8 ] |
| M-net                             | Ja                    | |
| NetCologne                        | Ja                    | [ 9 ] |
| O2                                | Ja                    | [ 10 ] |
| Sipgate                           | Nein                  | [ 11 ] |
| Tele2                             | Nein                  | Auskunft Kundenbetreuung per E-Mail vom 27. Januar 2015 |
| Telekom Deutschland               | Ja                    | Nur transparente Durchleitung, kein Transcoding im Netz; MSAN-POTS-Anschlüsse nutzen kein T.38. |
| Unitymedia (Baden-Württemberg)    | Nein                  | Die vom Support als richtig deklarierte Aussage im Forum lautet, dass Unitymedia T.38 nicht unterstützt. |
| Versatel                          | Ja                    | generell und explizit für Anlagen-Anschlüsse mit Rückfallmöglichkeit nach G.711 (je nach Unterstützung der verwendeten TK-Anlage) |
| Vodafone                          | Ja (je nach Endgerät) | Offiziell sind keine Angaben verfügbar. Während schon jahrelang im Online-Helpdesk auf G.711 darauf hingewiesen wurde, an einer Einführung von T.38 werde „unter Hochdruck gearbeitet“, sind die zuletzt veröffentlichten Angaben uneinheitlich. T.38 sei nicht verfügbar, dennoch gilt als Empfehlung des Supports: „Protokoll T.38 aktivieren“. Die Empfehlung bezieht sich auf bestimmte Fritzbox-Modelle. |
| Vodafone Kabel Deutschland        | Nein                  | Offizielle Angaben existieren nicht, jedoch wird im Forum von Vodafone und Kabel Deutschland die Unterstützung verneint und darauf hingewiesen, dass Faxen ohne T.38 je nach Modell bestimmte Firmware-Versionen voraussetze. |